# Полатчи, Айдын
Мехмет Айдын Полатчи (тур. Mehmet Aydın Polatçı; род. 15 мая 1977, Стамбул, Турция) — турецкий борец вольного стиля, бронзовый призёр летних Олимпийских игр 2004 года в Афинах, чемпион мира (2005) и двукратный чемпион Европы (1998, 2004)